# Ann Todd

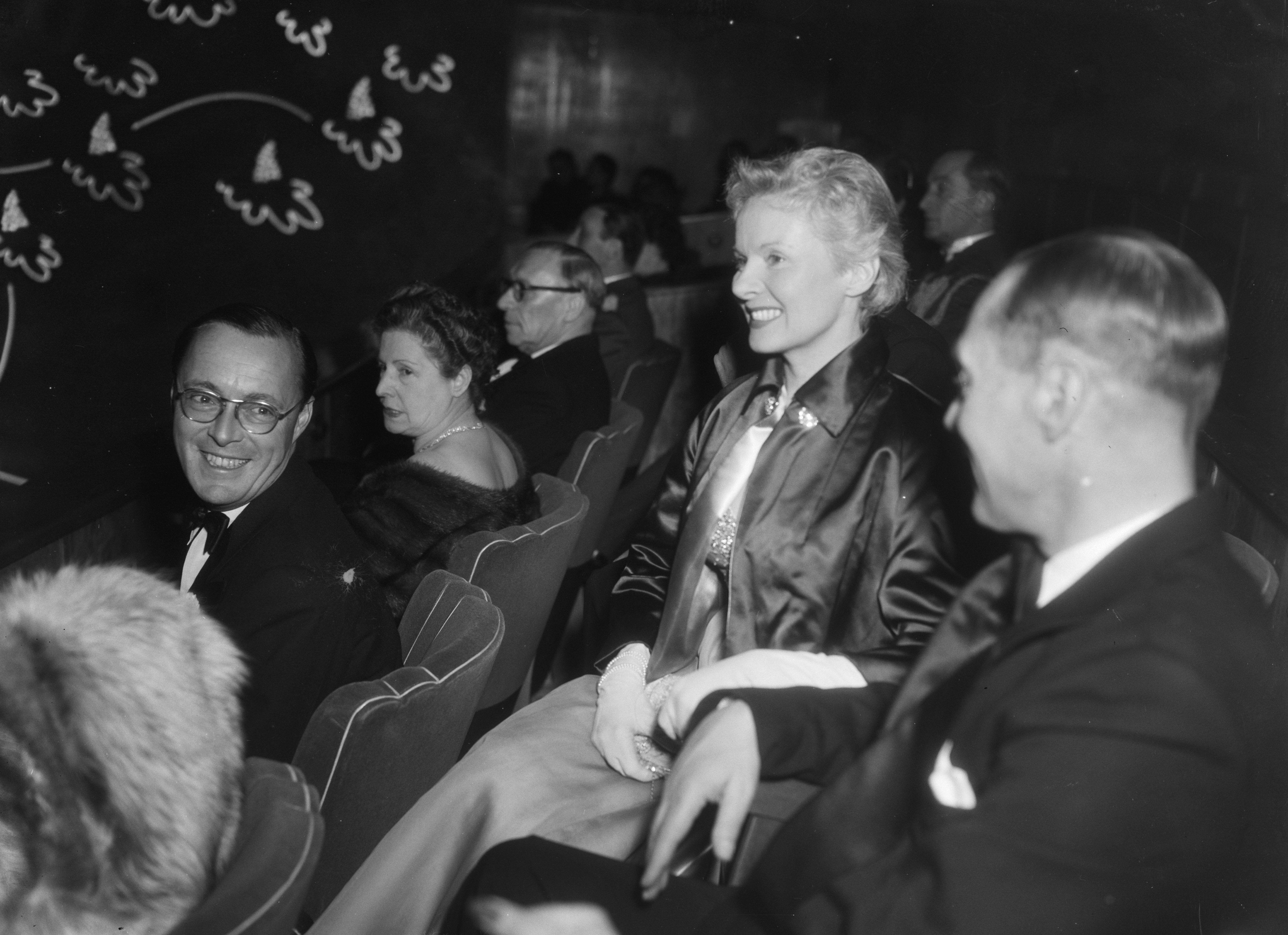
Ann Todd bei der Premiere von Der unbekannte Feind in Den Haag (1952)

Ann Todd (* 24. Januar 1907 in Hartford, Cheshire; † 6. Mai 1993 in London) war eine britische Schauspielerin.

## Leben und Karriere
Ann Todd entstammt einer schottischen Familie aus Aberdeen, die es nach England zog. In jungen Jahren kam sie nach London und nahm Schauspielunterricht. Zunächst spielte sie am Theater und ab Mitte der 1930er Jahre auch beim Film. Eine ihrer ersten größeren Rollen hatte sie 1938 in South Riding an der Seite von Ralph Richardson als dessen Ehefrau. Ihre erfolgreichste Zeit hatte sie nach dem Zweiten Weltkrieg. 1945 drehte sie den Film Der letzte Schleier an der Seite von James Mason und erlebte den Höhepunkt ihrer Karriere, als sie 1947 die Hauptrolle in Der Fall Paradin unter Alfred Hitchcocks Regie als Partnerin von Gregory Peck spielen durfte. Bei den Dreharbeiten zu Die große Leidenschaft verliebte sie sich in ihren künftigen Ehemann David Lean, der danach auch ihr wichtigster Regisseur wurde. Sie heirateten 1949. Die Ehe wurde jedoch 1957 wieder geschieden.
Mit der Trennung von David Lean neigte sich ihre Karriere als Filmschauspielerin dem Ende zu. Während der 1950er-Jahre spielte Todd in einigen Shakespeare-Aufführungen am Old Vic Theatre in London und begann während der 1960er-Jahre eine zweite Karriere als Produzentin von Dokumentarfilmen. Im Jahr 1980 erschien ihre Autobiographie unter dem Titel The Eighth Veil.

## Filmografie (Auswahl)
- 1931: These Charming People
- 1931: Keepers of Youth
- 1931: The Ghost Train
- 1932: The Water Gypsies
- 1934: The Return of Bulldog Drummond
- 1936: Was kommen wird (Things to Come)
- 1937: Action for Slander
- 1937: The Squeaker
- 1938: South Riding
- 1939: Poison Pen
- 1941: Danny Boy
- 1941: Ships with Wings
- 1945: Perfect Strangers
- 1946: Gaiety George
- 1946: Der letzte Schleier (The Seventh Veil)
- 1947: Der Fall Paradin (The Paradine Case)
- 1948: So Evil My Love
- 1949: Die große Leidenschaft (The Passionate Friends)
- 1950: Madeleine
- 1952: Der unbekannte Feind (The Sound Barrier)
- 1954: Sein größter Prozeß  (The Green Scarf)
- 1957: In letzter Stunde (Time Without Pity)
- 1961: Ein Toter spielt Klavier (Scream of Fear)
- 1962: Der Sohn von Captain Blood (Il figlio del Capitano Blood)
- 1965: 31 Grad im Schatten (Ninety Degrees in the Shade)
- 1972: The Fiend
- 1979: Der menschliche Faktor (The Human Factor)
- 1985: The McGuffin (TV-Film)